# أورورا بيرينو
أورورا بيرينو (بالإنجليزية: Aurora Perrineau) مواليد 23 سبتمبر 1994، هي ممثلة أمريكية بدأت مسيرتها الفنية عام 2011.

## وصلات خارجية
- أورورا بيرينو على موقع IMDb (الإنجليزية)
- أورورا بيرينو على موقع ميتاكريتيك (الإنجليزية)
- أورورا بيرينو على موقع روتن توميتوز (الإنجليزية)
- أورورا بيرينو على موقع ألو سيني (الفرنسية)
- أورورا بيرينو على موقع أول موفي (الإنجليزية)
- أورورا بيرينو على موقع قاعدة بيانات الفيلم (الإنجليزية)
- أورورا بيرينو على موقع ليتربوكسد (الإنجليزية)
- أورورا بيرينو على موقع كينوبويسك (الروسية)